# کوتیلیانو
کوتیلیانو (به ایتالیایی: Cutigliano) یک کومونه در ایتالیا است که در استان پیستویا واقع شده‌است.

## خصوصیات
کوتیلیانو ۴۳٫۸ کیلومترمربع مساحت و ۱٬۶۲۱ نفر جمعیت دارد و ۶۷۸ متر بالاتر از سطح دریا واقع شده‌است.